# La Chute des Titans
La Chute des Titans est une peinture à l'huile de titanomachie réalisée par le peintre hollandais Cornelis Cornelisz van Haarlem en 1588-1590. La peinture mesure 239 × 307 cm, elle est conservée dans la collection du Statens Museum for Kunst de Copenhague (Danemark). C'est un exemple classique du style « maniérisme du Nord ».